# Arrach
Arrach è un comune tedesco di 2 717 abitanti, situato nel land della Baviera.